# Villegly
Villegly  est une commune française, située dans le nord du département de l'Aude en région Occitanie.
Sur le plan historique et culturel, la commune fait partie du Minervois, un pays de basses collines qui s'étend du Cabardès, à l'ouest, au Biterrois à l'est, et de la Montagne Noire, au nord, jusqu'au fleuve Aude au sud. Exposée à un climat méditerranéen, elle est drainée par la Clamoux, le ruisseau de la Ceize et par divers autres petits cours d'eau. La commune possède un patrimoine naturel remarquable composé d'une zone naturelle d'intérêt écologique, faunistique et floristique.
Villegly est une commune rurale qui compte 1 227 habitants en 2022, après avoir connu une forte hausse de la population depuis 1975. Elle fait partie de l'aire d'attraction de Carcassonne. Ses habitants sont appelés les Villeglygeois ou  Villeglygeoises.

## Géographie
Villegly, village situé aux portes du Minervois, se trouve au confluent de deux cours d’eau : la Clamoux et la Ceize. Le Minervois est un terroir géographiquement homogène qui se situe au sud du Massif central entre Béziers et Carcassonne. C’est un des plus anciens vignobles méditerranéens. L’implantation des premières vignes date de l’époque romaine et son nom vient de la cité antique de Minerve.
Sur les derniers contreforts de la Montagne Noire à 145 m d’altitude, la commune s’étend sur 1013 hectares.

### Communes limitrophes

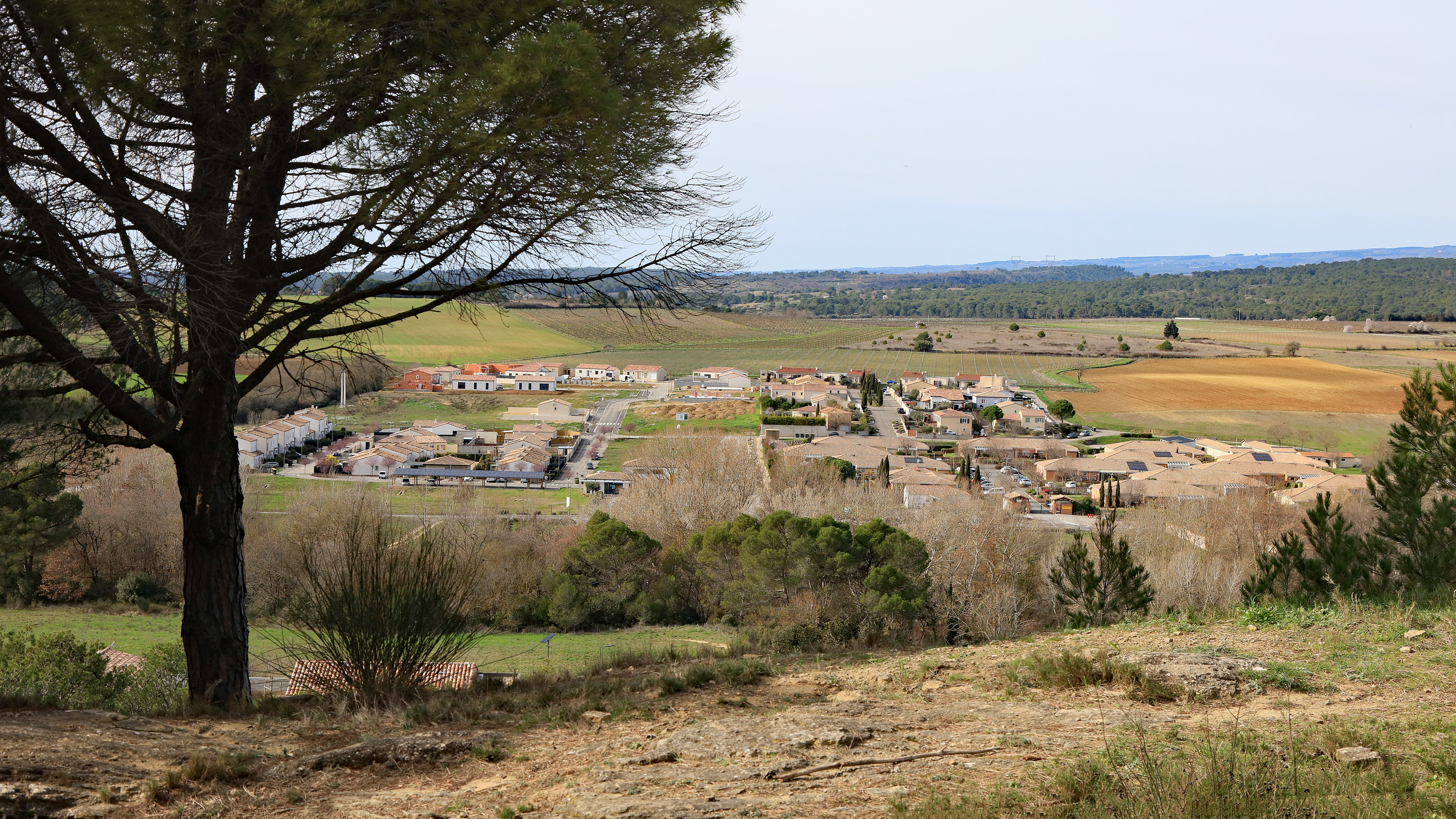

Les communes limitrophes sont  Bagnoles, Conques-sur-Orbiel, Sallèles-Cabardès, Villarzel-Cabardès et Villeneuve-Minervois.
| Limousis (par un quadripoint) | Sallèles-Cabardès | Villeneuve-Minervois |
| Conques-sur-Orbiel            | Villegly          | Villarzel-Cabardès   |
|                               | Bagnoles          |                      |

### Hydrographie
La commune est dans la région hydrographique « Côtiers méditerranéens », au sein du bassin hydrographique Rhône-Méditerranée-Corse. Elle est drainée par la Clamoux, le ruisseau de la Ceize, le ruisseau de la Combe de Tournié, le ruisseau de la Combe Escure, le ruisseau de la Lande, le ruisseau de Pech Imbert, le ruisseau des Agals, le ruisseau des Maillols et le ruisseau du Bau, qui constituent un réseau hydrographique de 14 km de longueur totale,.
La Clamoux, d'une longueur totale de 32,3 km, prend sa source dans la commune de Castans et s'écoule vers le sud. Elle traverse la commune et se jette dans l'Orbiel à Villalier, après avoir traversé 10 communes.
Le ruisseau de la Ceize, d'une longueur totale de 11,8 km, prend sa source dans la commune de Fournes-Cabardès et s'écoule vers le sud. Il traverse la commune et se jette dans la Clamoux sur le territoire communal, après avoir traversé 7 communes.

### Climat
Pour des articles plus généraux, voir Climat de l'Occitanie et Climat de l'Aude.
En 2010, le climat de la commune est de type climat du Bassin du Sud-Ouest, selon une étude s'appuyant sur une série de données couvrant la période 1971-2000. En 2020, Météo-France publie une typologie des climats de la France métropolitaine dans laquelle la commune est exposée à un climat océanique altéré et est dans la région climatique Provence, Languedoc-Roussillon, caractérisée par une pluviométrie faible en été, un très bon ensoleillement (2 600 h/an), un été chaud (21,5 °C), un air très sec en été, sec en toutes saisons, des vents forts (fréquence de 40 à 50 % de vents > 5 m/s) et peu de brouillards.
Pour la période 1971-2000, la température annuelle moyenne est de 14 °C, avec une amplitude thermique annuelle de 15,9 °C. Le cumul annuel moyen de précipitations est de 734 mm, avec 8,7 jours de précipitations en janvier et 4,4 jours en juillet. Pour la période 1991-2020, la température moyenne annuelle observée sur la station météorologique la plus proche, située sur la commune de Caunes-Minervois à 9 km à vol d'oiseau, est de 13,9 °C et le cumul annuel moyen de précipitations est de 768,1 mm,. Pour l'avenir, les paramètres climatiques de la commune estimés pour 2050 selon différents scénarios d’émission de gaz à effet de serre sont consultables sur un site dédié publié par Météo-France en novembre 2022.

### Milieux naturels et biodiversité

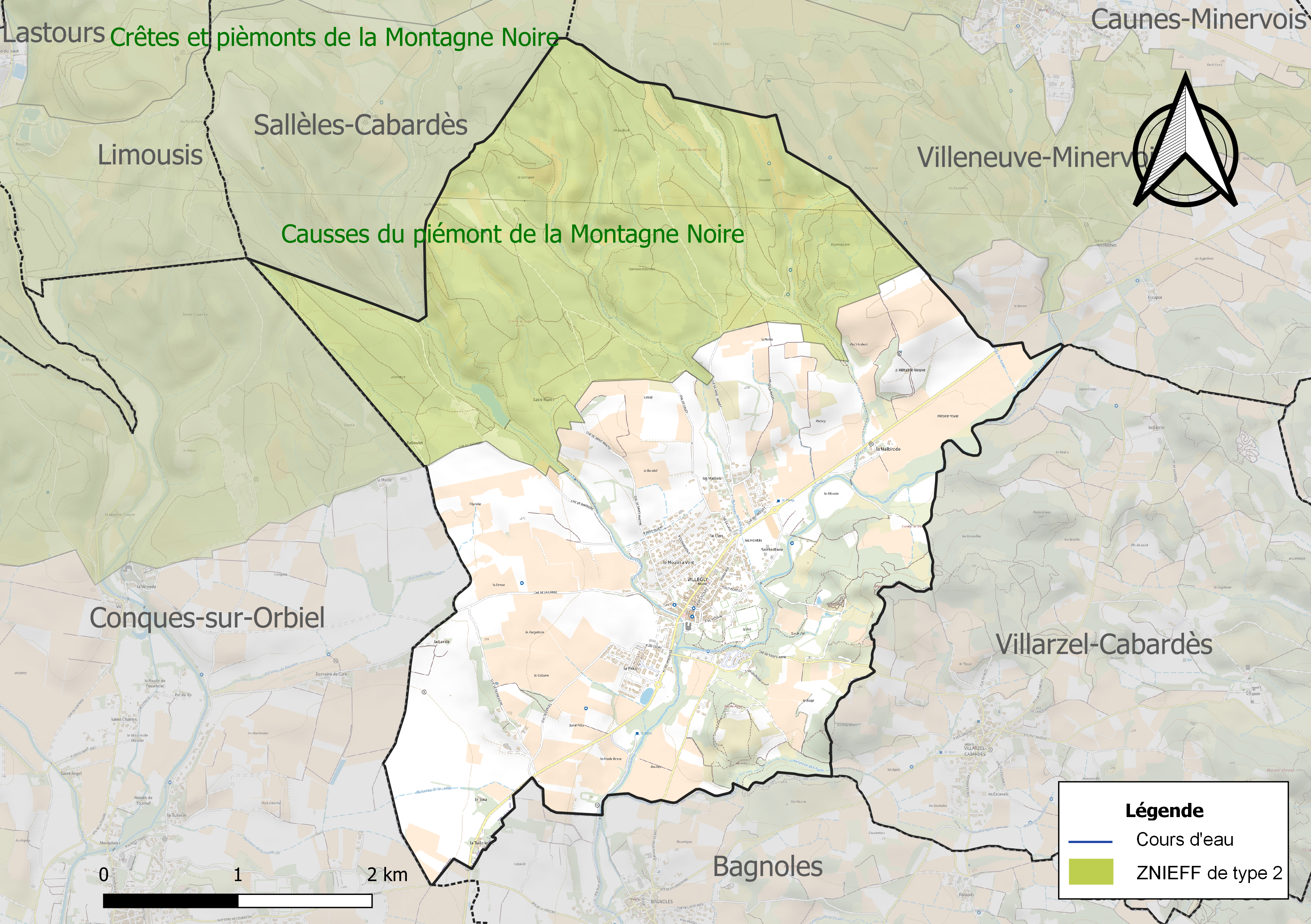
Carte de la ZNIEFF de type 2 localisée sur la commune.

L’inventaire des zones naturelles d'intérêt écologique, faunistique et floristique (ZNIEFF) a pour objectif de réaliser une couverture des zones les plus intéressantes sur le plan écologique, essentiellement dans la perspective d’améliorer la connaissance du patrimoine naturel national et de fournir aux différents décideurs un outil d’aide à la prise en compte de l’environnement dans l’aménagement du territoire.
Une ZNIEFF de type 2 est recensée sur la commune :
les « causses du piémont de la Montagne Noire » (8 830 ha), couvrant 20 communes du département.

## Urbanisme

### Typologie
Au 1er janvier 2024, Villegly est catégorisée bourg rural, selon la nouvelle grille communale de densité à 7 niveaux définie par l'Insee en 2022.
Elle est située hors unité urbaine. Par ailleurs la commune fait partie de l'aire d'attraction de Carcassonne, dont elle est une commune de la couronne,. Cette aire, qui regroupe 115 communes, est catégorisée dans les aires de 50 000 à moins de 200 000 habitants,.

### Occupation des sols
L'occupation des sols de la commune, telle qu'elle ressort de la base de données européenne d’occupation biophysique des sols Corine Land Cover (CLC), est marquée par l'importance des territoires agricoles (53,6 % en 2018), en augmentation par rapport à 1990 (51,2 %). La répartition détaillée en 2018 est la suivante : 
cultures permanentes (38,2 %), milieux à végétation arbustive et/ou herbacée (36,3 %), zones agricoles hétérogènes (15,4 %), forêts (5,5 %), zones urbanisées (4,6 %). L'évolution de l’occupation des sols de la commune et de ses infrastructures peut être observée sur les différentes représentations cartographiques du territoire : la carte de Cassini (XVIIIe siècle), la carte d'état-major (1820-1866) et les cartes ou photos aériennes de l'IGN pour la période actuelle (1950 à aujourd'hui).

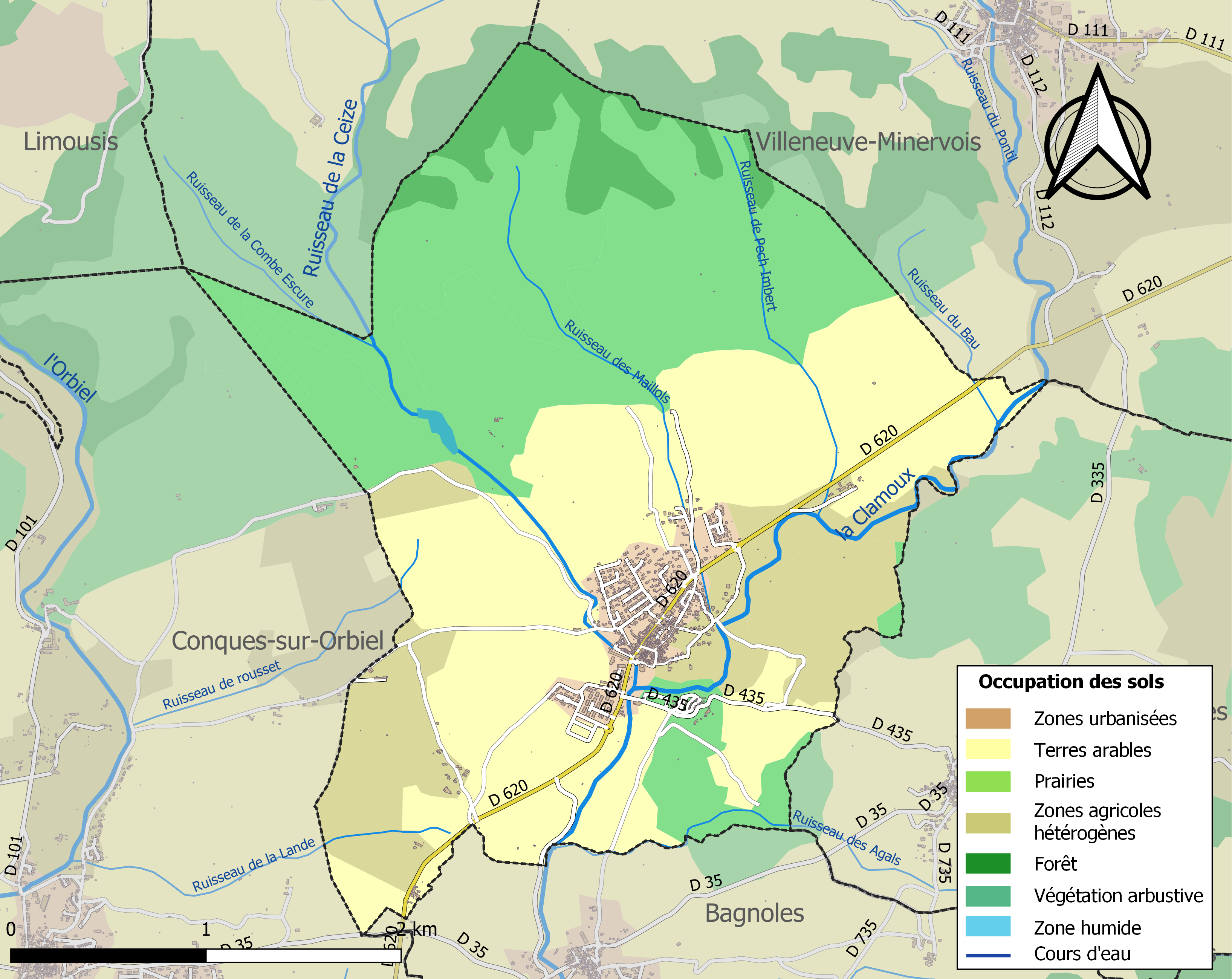
Carte des infrastructures et de l'occupation des sols de la commune en 2018 (CLC).

### Risques majeurs
Le territoire de la commune de Villegly est vulnérable à différents aléas naturels : météorologiques (tempête, orage, neige, grand froid, canicule ou sécheresse), inondations, feux de forêts et séisme (sismicité très faible). Un site publié par le BRGM permet d'évaluer simplement et rapidement les risques d'un bien localisé soit par son adresse soit par le numéro de sa parcelle.
Certaines parties du territoire communal sont susceptibles d’être affectées par le risque d’inondation par débordement de cours d'eau, notamment le ruisseau de la Seize . La commune a été reconnue en état de catastrophe naturelle au titre des dommages causés par les inondations et coulées de boue survenues en 1982, 1992, 1999, 2005, 2009, 2017, 2018 et 2021,.

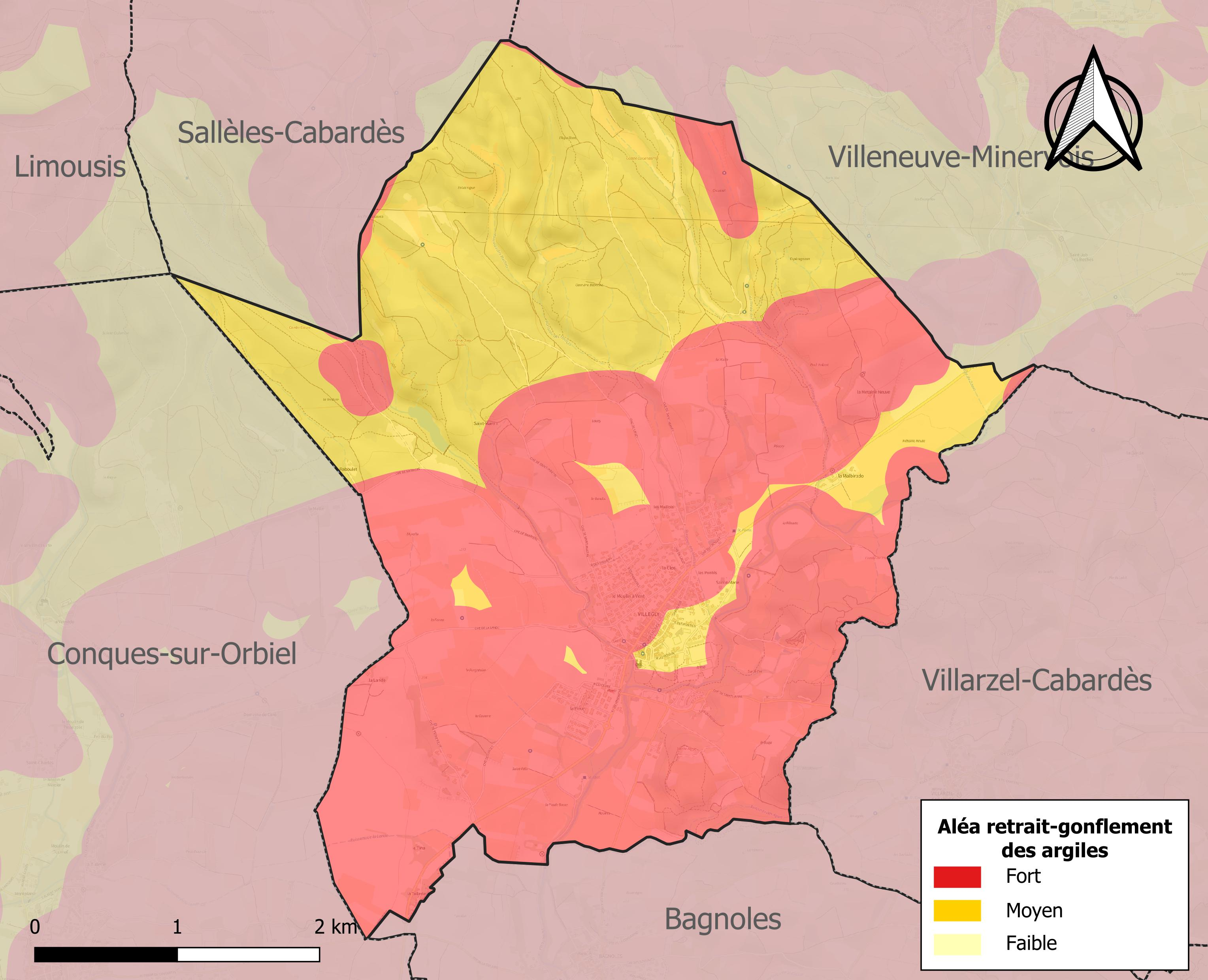
Carte des zones d'aléa retrait-gonflement des sols argileux de Villegly.

Le retrait-gonflement des sols argileux est susceptible d'engendrer des dommages importants aux bâtiments en cas d’alternance de périodes de sécheresse et de pluie. La totalité de la commune est en aléa moyen ou fort (75,2 % au niveau départemental et 48,5 % au niveau national). Sur les 486 bâtiments dénombrés sur la commune en 2019, 486 sont en aléa moyen ou fort, soit 100 %, à comparer aux 94 % au niveau départemental et 54 % au niveau national. Une cartographie de l'exposition du territoire national au retrait gonflement des sols argileux est disponible sur le site du BRGM,.

## Histoire
Villegly, avec son village pittoresque, a su conserver le souvenir de toutes les époques comme en témoigne son château du Moyen Âge, maintes fois restauré et marqué par les différentes époques : Renaissance, fin du XIXe siècle, etc. Des traces d’un passé conservé existent aussi avec l’église et son clocher du XIIIe siècle, ses maisons de caractère et ses ruelles pittoresques cernées par les anciens fossés du château qui forment la place et la promenade de l’Arounel ombragée de platanes séculaires et sa fontaine du XVIIIe siècle.

## Politique et administration

### Liste des maires
| Période                                  | Période  | Identité        | Étiquette | Qualité |
| ---------------------------------------- | -------- | --------------- | --------- | ------- |
| avant 1988                               | ?        | Jean Pennavaire | PS        |         |
| mars 2001                                | En cours | Alain Marty     | DVG       |         |
| Les données manquantes sont à compléter. |          |                 |           |         |

## Démographie
L'évolution du nombre d'habitants est connue à travers les recensements de la population effectués dans la commune depuis 1793. Pour les communes de moins de 10 000 habitants, une enquête de recensement portant sur toute la population est réalisée tous les cinq ans, les populations de référence des années intermédiaires étant quant à elles estimées par interpolation ou extrapolation. Pour la commune, le premier recensement exhaustif entrant dans le cadre du nouveau dispositif a été réalisé en 2008.

En 2022, la commune comptait 1 227 habitants, en évolution de +10,54 % par rapport à 2016 (Aude : +2,65 %, France hors Mayotte : +2,11 %).
| 1793 | 1800 | 1806 | 1821 | 1831 | 1836 | 1841 | 1846 | 1851 |
| ---- | ---- | ---- | ---- | ---- | ---- | ---- | ---- | ---- |
| 458  | 503  | 555  | 544  | 565  | 583  | 568  | 613  | 604  |

| 1856 | 1861 | 1866 | 1872 | 1876 | 1881 | 1886 | 1891 | 1896 |
| ---- | ---- | ---- | ---- | ---- | ---- | ---- | ---- | ---- |
| 637  | 642  | 652  | 609  | 651  | 759  | 720  | 665  | 639  |

| 1901 | 1906 | 1911 | 1921 | 1926 | 1931 | 1936 | 1946 | 1954 |
| ---- | ---- | ---- | ---- | ---- | ---- | ---- | ---- | ---- |
| 717  | 647  | 622  | 596  | 570  | 593  | 544  | 481  | 582  |

| 1962 | 1968 | 1975 | 1982 | 1990 | 1999 | 2006 | 2008 | 2013  |
| ---- | ---- | ---- | ---- | ---- | ---- | ---- | ---- | ----- |
| 524  | 514  | 449  | 532  | 611  | 747  | 846  | 874  | 1 083 |

| 2018  | 2022  | - | - | - | - | - | - | - |
| ----- | ----- | - | - | - | - | - | - | - |
| 1 157 | 1 227 | - | - | - | - | - | - | - |

## Économie

### Revenus
En 2018  (données Insee publiées en septembre 2021), la commune compte 508 ménages fiscaux, regroupant 1 173 personnes. La médiane du revenu disponible par unité de consommation est de 20 410 € (19 240 € dans le département).

### Emploi
| Division       | 2008   | 2013   | 2018   |
| -------------- | ------ | ------ | ------ |
| Commune        | 6,9 %  | 8,4 %  | 9,7 %  |
| Département    | 10,2 % | 12,8 % | 12,6 % |
| France entière | 8,3 %  | 10 %   | 10 %   |

En 2018, la population âgée de 15 à 64 ans s'élève à 688 personnes, parmi lesquelles on compte 77 % d'actifs (67,3 % ayant un emploi et 9,7 % de chômeurs) et 23 % d'inactifs,. Depuis 2008, le taux de chômage communal (au sens du recensement) des 15-64 ans est inférieur à celui de la France et du département.
La commune fait partie de la couronne de l'aire d'attraction de Carcassonne, du fait qu'au moins 15 % des actifs travaillent dans le pôle,. Elle compte 130 emplois en 2018, contre 129 en 2013 et 108 en 2008. Le nombre d'actifs ayant un emploi résidant dans la commune est de 468, soit un indicateur de concentration d'emploi de 27,7 % et un taux d'activité parmi les 15 ans ou plus de 56,9 %.
Sur ces 468 actifs de 15 ans ou plus ayant un emploi, 77 travaillent dans la commune, soit 17 % des habitants. Pour se rendre au travail, 89,5 % des habitants utilisent un véhicule personnel ou de fonction à quatre roues, 1,3 % les transports en commun, 5,6 % s'y rendent en deux-roues, à vélo ou à pied et 3,6 % n'ont pas besoin de transport (travail au domicile).

### Activités hors agriculture
63 établissements sont implantés  à Villegly au 31 décembre 2019. Le tableau ci-dessous en détaille le nombre par secteur d'activité et compare les ratios avec ceux du département,.
| Secteur d'activité                                                                                        | Commune | Commune | Département |
| Secteur d'activité                                                                                        | Nombre  | %       | %           |
| --- | ------- | ------- | ----------- |
| Ensemble                                                                                                  | 63      | 100 %   | (100 %)     |
| Industrie manufacturière, industries extractives et autres                                                | 5       | 7,9 %   | (8,8 %)     |
| Construction                                                                                              | 22      | 34,9 %  | (14 %)      |
| Commerce de gros et de détail, transports, hébergement et restauration                                    | 11      | 17,5 %  | (32,3 %)    |
| Information et communication                                                                              | 3       | 4,8 %   | (1,6 %)     |
| Activités financières et d'assurance                                                                      | 1       | 1,6 %   | (2,7 %)     |
| Activités immobilières                                                                                    | 1       | 1,6 %   | (5,2 %)     |
| Activités spécialisées, scientifiques et techniques et activités de services administratifs et de soutien | 3       | 4,8 %   | (13,3 %)    |
| Administration publique, enseignement, santé humaine et action sociale                                    | 5       | 7,9 %   | (13,2 %)    |
| Autres activités de services                                                                              | 12      | 19 %    | (8,8 %)     |

Le secteur de la construction est prépondérant sur la commune puisqu'il représente 34,9 % du nombre total d'établissements de la commune (22 sur les 63 entreprises implantées  à Villegly), contre 14 % au niveau départemental.

### Agriculture
La commune est dans la « Région viticole » de l'Aude, une petite région agricole occupant une grande partie centrale du département, également dénommée localement « Corbeilles Minervois et Carcasses-Limouxin ». En 2020, l'orientation technico-économique de l'agriculture  sur la commune est la viticulture.
|               | 1988 | 2000 | 2010 | 2020 |
| ------------- | ---- | ---- | ---- | ---- |
| Exploitations | 39   | 21   | 23   | 12   |
| SAU (ha)      | 368  | 297  | 328  | 170  |

Le nombre d'exploitations agricoles en activité et ayant leur siège dans la commune est passé de 39 lors du recensement agricole de 1988  à 21 en 2000 puis à 23 en 2010 et enfin à 12 en 2020, soit une baisse de 69 % en 32 ans. Le même mouvement est observé à l'échelle du département qui a perdu pendant cette période 60 % de ses exploitations,. La surface agricole utilisée sur la commune a également diminué, passant de 368 ha en 1988 à 170 ha en 2020. Parallèlement la surface agricole utilisée moyenne par exploitation a augmenté, passant de 9 à 14 ha.

## Culture locale et patrimoine

### Lieux et monuments

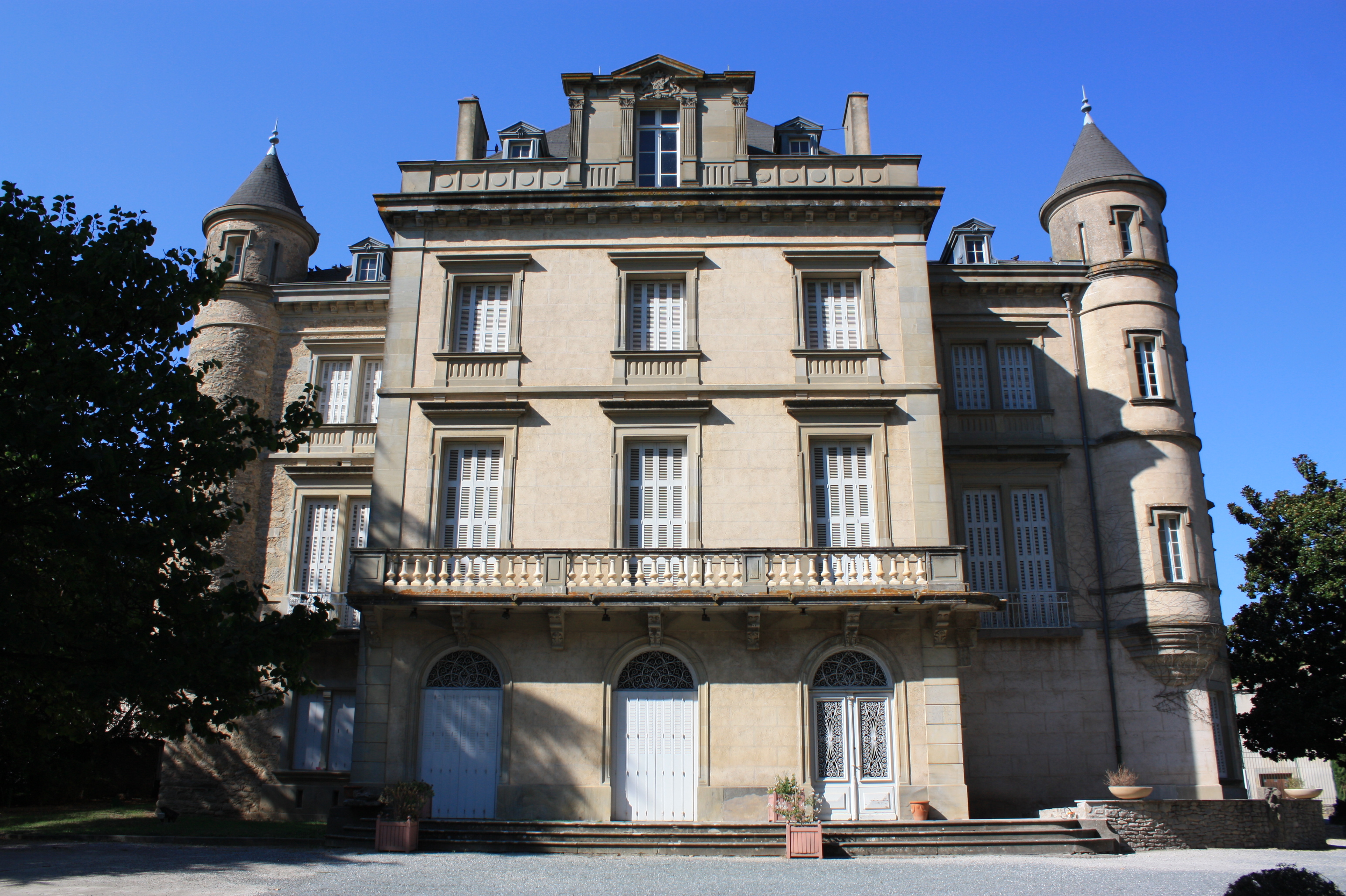
Le château de Villegly.
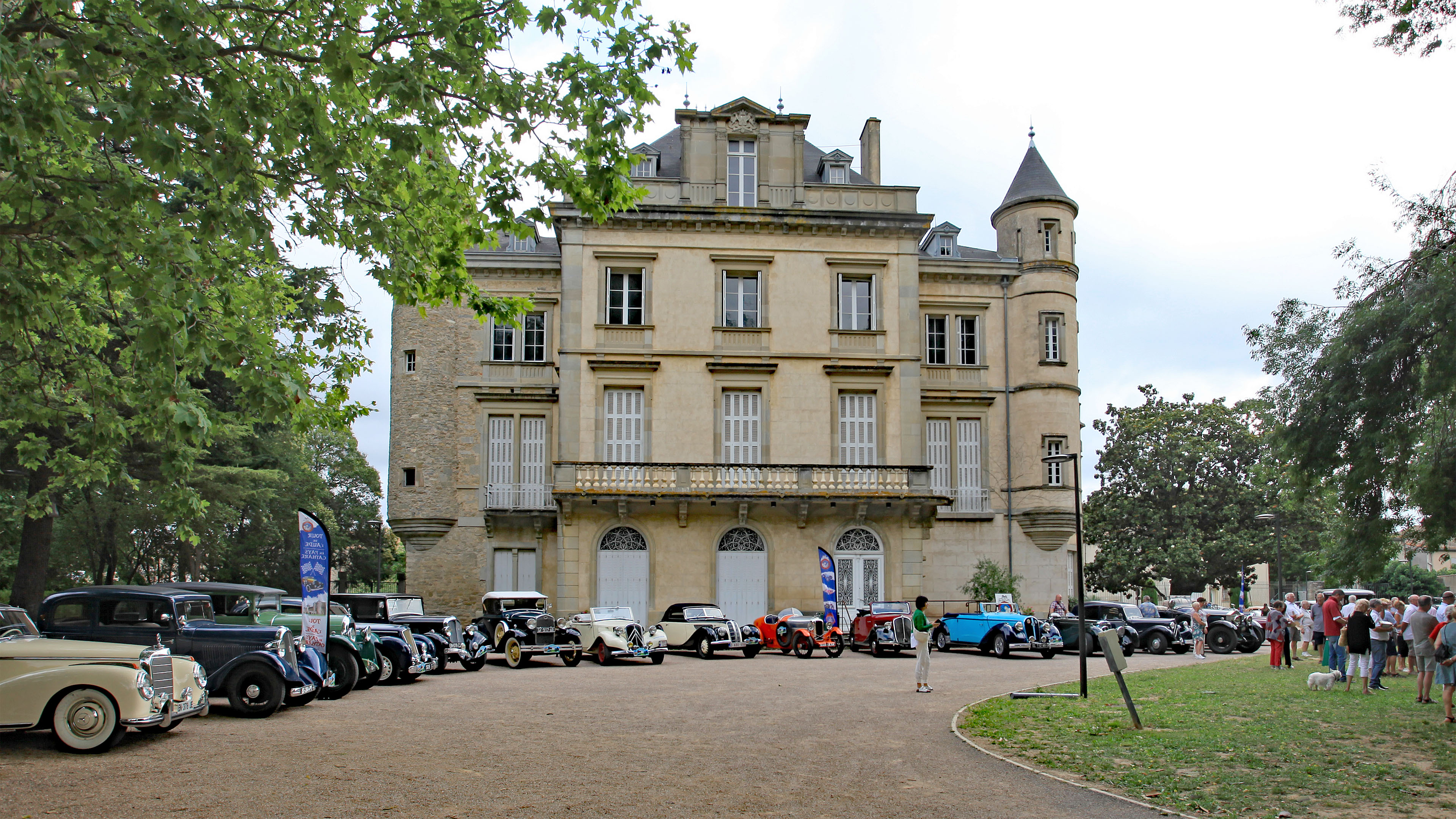
Club 5A pour le Tour de l'Aude 2023.
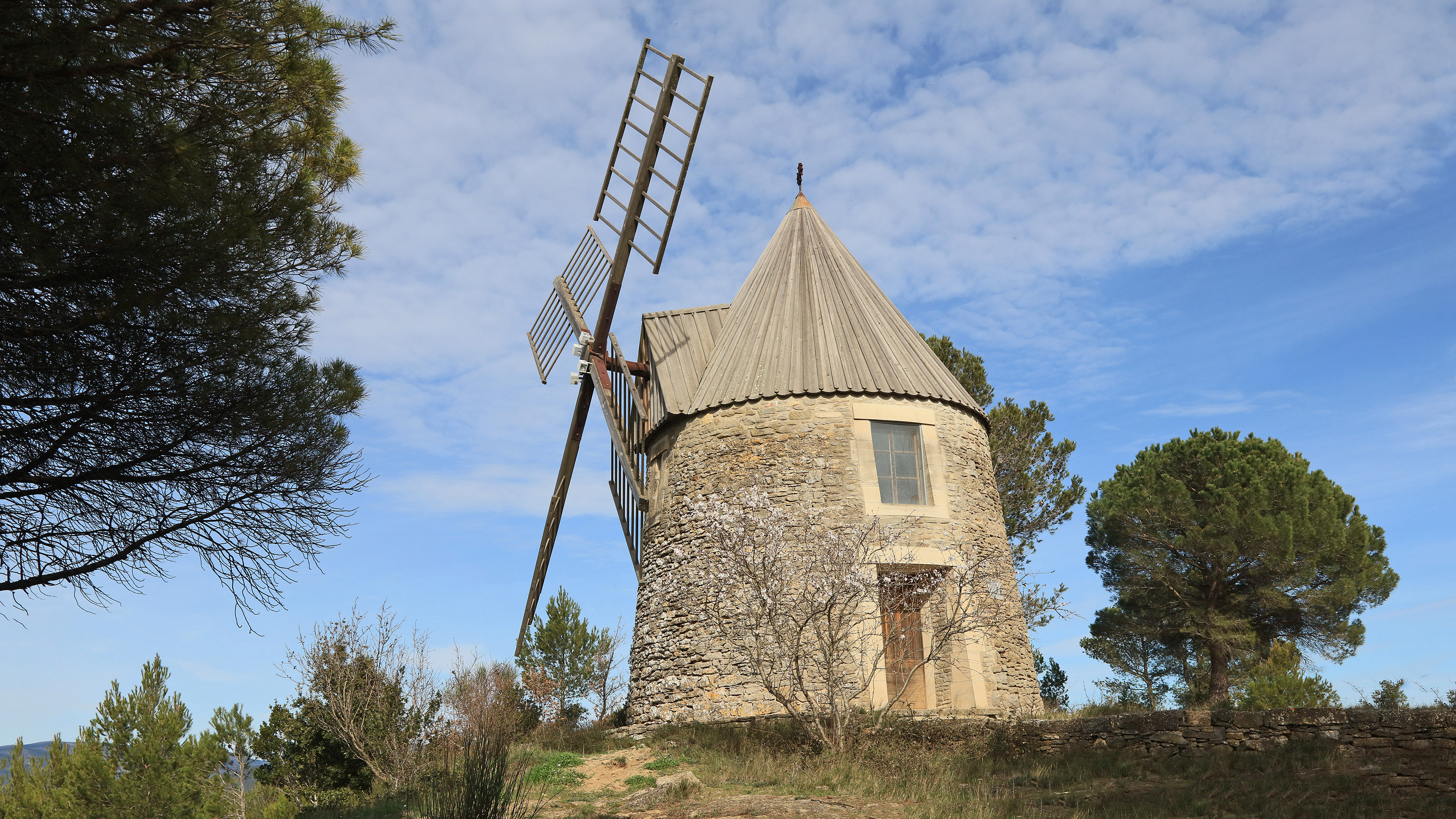
Le moulin.
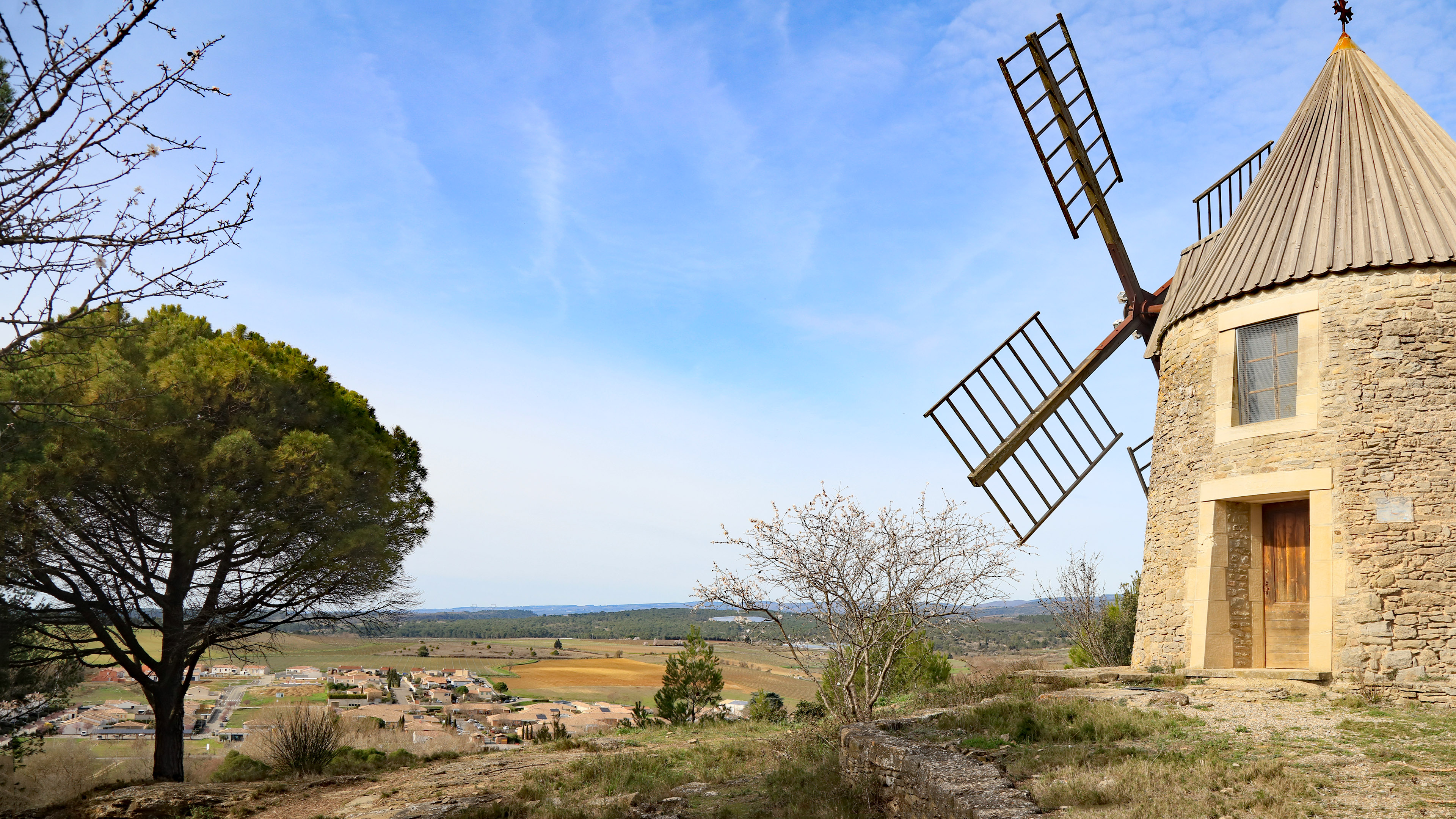
Le moulin.

- Église de la Sainte-Vierge de Villegly.
- Église de l'Assomption, ancienne chapelle Notre-Dame de Villegly.
- Château de Villegly
- Placette
- Fontaine Fraîche
- Les barrages de Barrière et de Madame, anciennes réserves d'eau qui alimentaient les bâtiments du château et les fontaines du village.

### Héraldique
| Blason de Villegly | Blason  | De sable au chef d'or.                           |
| Blason de Villegly | Détails | Le statut officiel du blason reste à déterminer. |